# Linia kolejowa Lwów – Czerniowce
Linia kolejowa Lwów – Czerniowce – niezelektryfikowana, jednotorowa linia kolejowa na Ukrainie, łącząca Lwów Główny ze stacją Czerniowce. Obsługiwana przez ukraińskie koleje państwowe, a dokładniej jeden z ich oddziałów – Kolej Lwowską.

## Historia

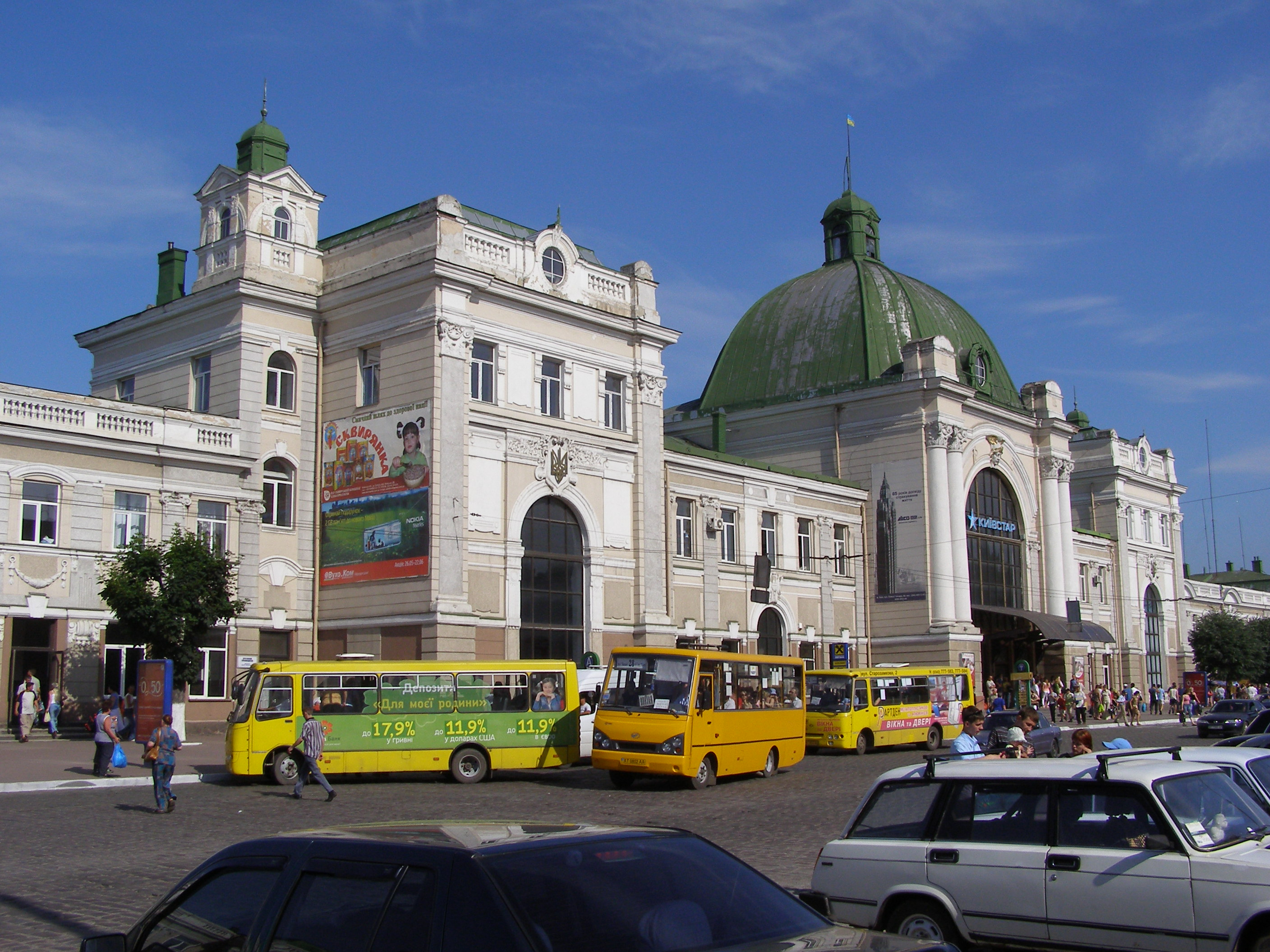
Dworzec Iwano-Frankiwsk

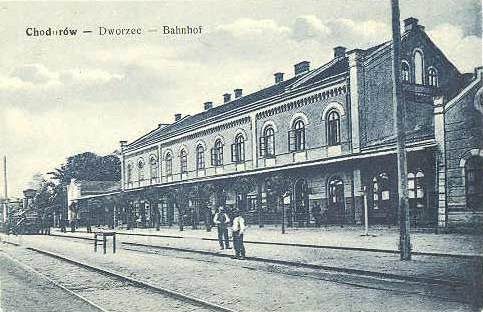
Pocztówka przedstawiająca dworzec w Chodorowie

Linia jest jedną z najstarszych na Ukrainie, a koncesja na jej budowę została wydana 11 stycznia 1864 roku, w ówczesnych Austro-Węgrzech. Ze względu na niezbyt trudne warunki geograficzne budowa mogła być przeprowadzana stosunkowo szybko. 1 września 1866 linia leżąca na ziemiach dwóch krajów koronnych, Galicji i Bukowiny, została oddana do użytku. Trasa została zaprojektowana i zbudowana przez Lemberg–Czernowitz–Jassy–Eisenbahn–Gesellschaft (LCJE).
Wkrótce po rozpoczęciu obsługi coraz częstsze skargi dotyczące działalności kolejowej spowodowały oddanie jej na okres od 7 października 1872 do 31 lipca 1875 roku pod państwowy zarząd komisaryczny. Ze względu na niską rentowność działającej spółki od 1 lipca 1889 roku oddano jej obsługę Cesarsko-Królewskim Kolejom Państwowym, jednak sama linia pozostała własnością spółki. Po zakończeniu I wojny światowej linia znalazła się w dwóch różnych krajach, odcinek od Lwowa do Śniatyna należał do Polski, a krótki kawałek trasy z Niepołokowców do Czerniowców (wtedy Cernăuți) trafił do Rumunii i był eksploatowany przez Căile Ferate Române. Polski odcinek obsługiwany przez PKP przeszedł oficjalnie w ich posiadanie 24 marca 1928 roku. Podczas II wojny światowej polska trasa została zajęta przez Związek Radziecki w 1939 roku, a rumuński odcinek przejęto w 1940 po aneksji Północnej Bukowiny. Równocześnie rozpoczęto przekuwanie toru na rozstaw rosyjski o szerokości 1520 mm, ale w 1941 po ataku III Rzeszy na ZSRR wojska rumuńskie wyzwoliły północną Bukowinę i proces został odwrócony.
Po zakończeniu II wojny światowej regiony te stały się częścią Ukraińskiej SRR (w ZSRR), w związku z czym zmieniono rozstaw szyn na całej linii na 1520 mm.